# Saint-Quirc
Saint-Quirc est une commune française située dans le département de l'Ariège, en région Occitanie. Sur le plan historique et culturel, la commune fait partie du pays de l'Aguanaguès ou plaine d'Ariège, parfois appelé basse Ariège, ou piémont ariégeois.
Exposée à un climat océanique altéré, elle est drainée par la Jade, le ruisseau de Calers, le ruisseau de la Palanquelle.
Saint-Quirc est une commune rurale qui compte 369 habitants en 2022, après avoir connu une forte hausse de la population depuis 1975. Elle fait partie de l'aire d'attraction de Toulouse. Ses habitants sont appelés les Saint-Quircois ou Saint-Quircoises.

## Géographie

### Localisation
La commune de Saint-Quirc se trouve dans le département de l'Ariège, en région Occitanie.
Elle se situe à 36 km à vol d'oiseau de Foix, préfecture du département, à 20 km de Pamiers, sous-préfecture, et à 7 km de Saverdun, bureau centralisateur du canton des Portes d'Ariège dont dépend la commune depuis 2015 pour les élections départementales.
La commune fait en outre partie du bassin de vie de Saverdun.
Les communes les plus proches sont : 
Lissac (1,0 km), Labatut (2,0 km), Canté (3,3 km), Gaillac-Toulza (3,5 km), Caujac (3,8 km), Cintegabelle (4,7 km), Grazac (5,5 km), Marliac (5,8 km).
Sur le plan historique et culturel, Saint-Quirc fait partie du pays de l'Aguanaguès ou plaine d'Ariège, parfois appelé basse Ariège, ou piémont ariégeois. Ce pays, dont l'origine remonte probablement à l'époque carolingienne s'applique à la plaine de Pamiers et, par extension, à celle de Saverdun.
Saint-Quirc est limitrophe de trois autres communes dont deux dans le département de la Haute-Garonne.
Les communes limitrophes sont Lissac, Cintegabelle et Gaillac-Toulza.
|                                | Cintegabelle (Haute-Garonne) |        |
| Gaillac-Toulza (Haute-Garonne) | Saint-Quirc                  |        |
|                                |                              | Lissac |

Commune de l'aire d'attraction de Toulouse. C'est une commune limitrophe avec le département de la Haute-Garonne.

### Géologie et relief
La commune est située dans le Bassin aquitain, le deuxième plus grand bassin sédimentaire de la France après le Bassin parisien, la totalité du territoire étant recouverte par des formations superficielles. Les terrains affleurants sur le territoire communal sont constitués de roches sédimentaires datant du Cénozoïque, l'ère géologique la plus récente sur l'échelle des temps géologiques, débutant il y a 66 millions d'années. La structure détaillée des couches affleurantes est décrite dans la feuille « n°1035 - Saverdun » de la carte géologique harmonisée au 1/50 000ème du département de l'Ariège, et sa notice associée.
La superficie cadastrale de la commune publiée par l’Insee, qui sert de références dans toutes les statistiques, est de 3,75 km2,. La superficie géographique, issue de la BD Topo, composante du Référentiel à grande échelle produit par l'IGN, est quant à elle de 3,74 km2.  L'altitude du territoire varie entre 207 m et 292 m.

### Hydrographie

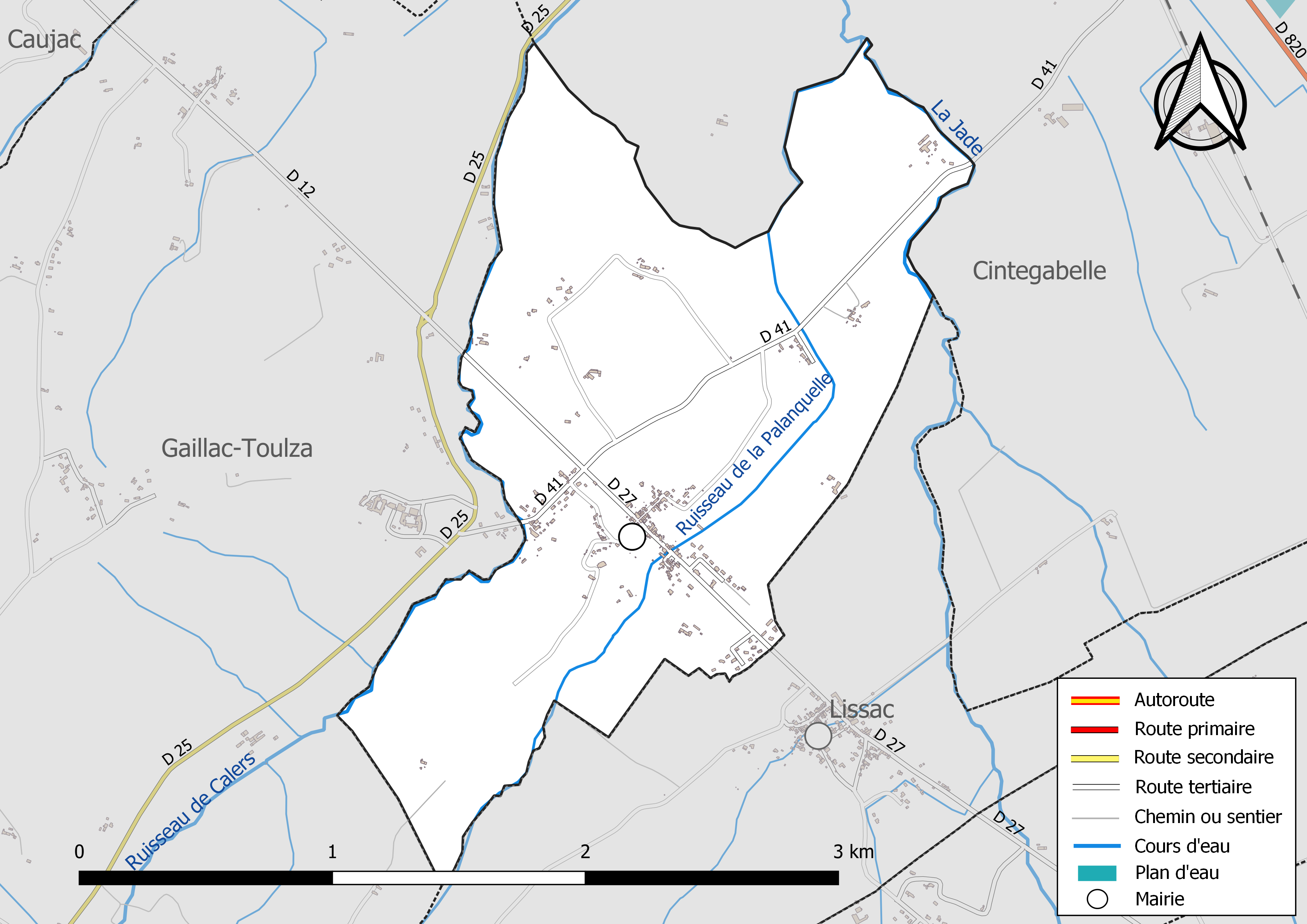
Réseaux hydrographique et routier de Saint-Quirc.

La commune est dans le bassin versant de la Garonne, au sein du bassin hydrographique Adour-Garonne. Elle est drainée par la Jade, le ruisseau de Calers et le ruisseau de la Palanquelle, constituant un réseau hydrographique de 6 km de longueur totale,.
La Jade, d'une longueur totale de 15,2 km, prend sa source dans la commune de Justiniac et s'écoule du sud vers le nord. Elle traverse la commune et se jette dans l'Ariège à Cintegabelle, après avoir traversé 9 communes.
Le ruisseau de Calers, d'une longueur totale de 14 km, prend sa source dans la commune de Marliac et s'écoule du sud vers le nord. Il traverse la commune et se jette dans l'Ariège à Cintegabelle, après avoir traversé 4 communes.

### Climat
Pour des articles plus généraux, voir Climat de l'Occitanie et Climat de l'Ariège.
En 2010, le climat de la commune est de type climat du Bassin du Sud-Ouest, selon une étude s'appuyant sur une série de données couvrant la période 1971-2000. En 2020, Météo-France publie une typologie des climats de la France métropolitaine dans laquelle la commune est exposée à un climat océanique altéré et est dans la région climatique Pyrénées centrales, caractérisée par une pluviométrie annuelle de 1 000 à 1 200 mm.
Pour la période 1971-2000, la température annuelle moyenne est de 13,1 °C, avec une amplitude thermique annuelle de 15,8 °C. Le cumul annuel moyen de précipitations est de 752 mm, avec 9,5 jours de précipitations en janvier et 5,7 jours en juillet. Pour la période 1991-2020, la température moyenne annuelle observée sur la station météorologique la plus proche, située sur la commune de Saint-Ybars à 10 km à vol d'oiseau, est de 13,6 °C et le cumul annuel moyen de précipitations est de 796,5 mm,. Pour l'avenir, les paramètres climatiques de la commune estimés pour 2050 selon différents scénarios d'émission de gaz à effet de serre sont consultables sur un site dédié publié par Météo-France en novembre 2022.

### Milieux naturels et biodiversité
Aucun espace naturel présentant un intérêt patrimonial n'est recensé sur la commune dans l'inventaire national du patrimoine naturel,,.

## Urbanisme

### Typologie
Au 1er janvier 2024, Saint-Quirc est catégorisée commune rurale à habitat dispersé, selon la nouvelle grille communale de densité à 7 niveaux définie par l'Insee en 2022.
Elle est située hors unité urbaine. Par ailleurs la commune fait partie de l'aire d'attraction de Toulouse, dont elle est une commune de la couronne,. Cette aire, qui regroupe 527 communes, est catégorisée dans les aires de 700 000 habitants ou plus (hors Paris),.

### Occupation des sols
L'occupation des sols de la commune, telle qu'elle ressort de la base de données européenne d’occupation biophysique des sols Corine Land Cover (CLC), est marquée par l'importance des territoires agricoles (84,6 % en 2018), une proportion identique à celle de 1990 (84,6 %). La répartition détaillée en 2018 est la suivante : 
terres arables (58,7 %), zones agricoles hétérogènes (25,5 %), forêts (15,4 %), prairies (0,3 %). L'évolution de l’occupation des sols de la commune et de ses infrastructures peut être observée sur les différentes représentations cartographiques du territoire : la carte de Cassini (XVIIIe siècle), la carte d'état-major (1820-1866) et les cartes ou photos aériennes de l'IGN pour la période actuelle (1950 à aujourd'hui).

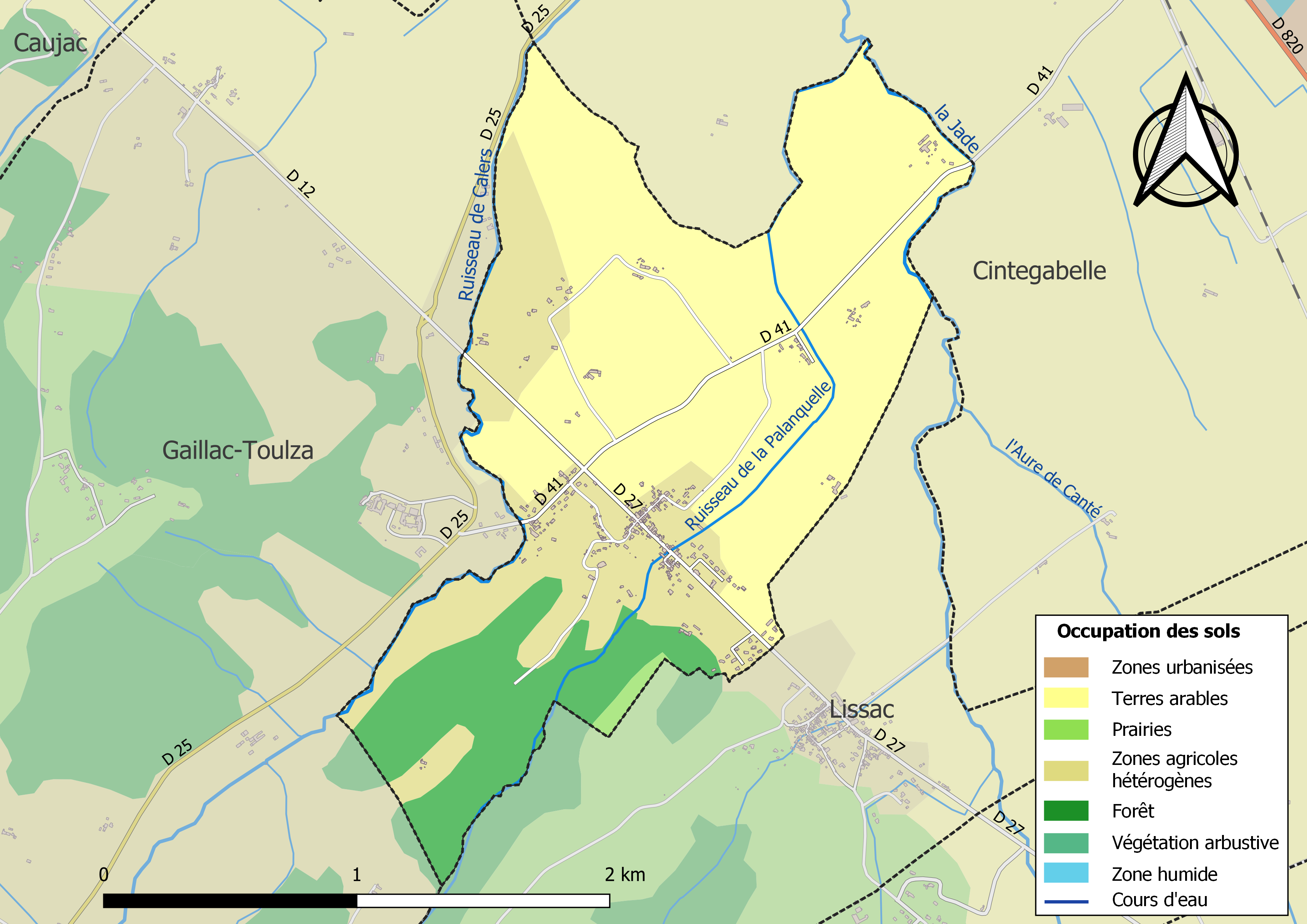
Carte des infrastructures et de l'occupation des sols de la commune en 2018 (CLC).

### Hameaux
Baladot, Carbounel, Chouses, Bézinat, Rossignol...

### Habitat et logement
En 2018, le nombre total de logements dans la commune était de 190, alors qu'il était de 184 en 2013 et de 171 en 2008.
Parmi ces logements, 85,4 % étaient des résidences principales, 4,9 % des résidences secondaires et 9,7 % des logements vacants. Ces logements étaient pour 92,3 % d'entre eux des maisons individuelles et pour 7,7 % des appartements.
Le tableau ci-dessous présente la typologie des logements à Saint-Quirc en 2018 en comparaison avec celle de l'Ariège et de la France entière. Une caractéristique marquante du parc de logements est ainsi une proportion de résidences secondaires et logements occasionnels (4,9 %) inférieure à celle du département (24,6 %) mais supérieure à celle de la France entière (9,7 %). Concernant le statut d'occupation de ces logements, 69,6 % des habitants de la commune sont propriétaires de leur logement (71,5 % en 2013), contre 66,3 % pour l'Ariège et 57,5 % pour la France entière.
| Typologie                                               | Saint-Quirc | Ariège | France entière |
| ------------------------------------------------------- | ----------- | ------ | -------------- |
| Résidences principales (en %)                           | 85,4        | 65,7   | 82,1           |
| Résidences secondaires et logements occasionnels (en %) | 4,9         | 24,6   | 9,7            |
| Logements vacants (en %)                                | 9,7         | 9,7    | 8,2            |

### Voies de communication et transports
La commune est desservie par le réseau liO Arc-en-Ciel.
Une gare SNCF (TER) est située à 5 km (arrêt gare de Cintegabelle).

### Risques majeurs
Le territoire de la commune de Saint-Quirc est vulnérable à différents aléas naturels : inondations, climatiques (grand froid ou canicule), mouvements de terrains et séisme (sismicité faible). Il est également exposé à un risque technologique,  le transport de matières dangereuses,.

#### Risques naturels

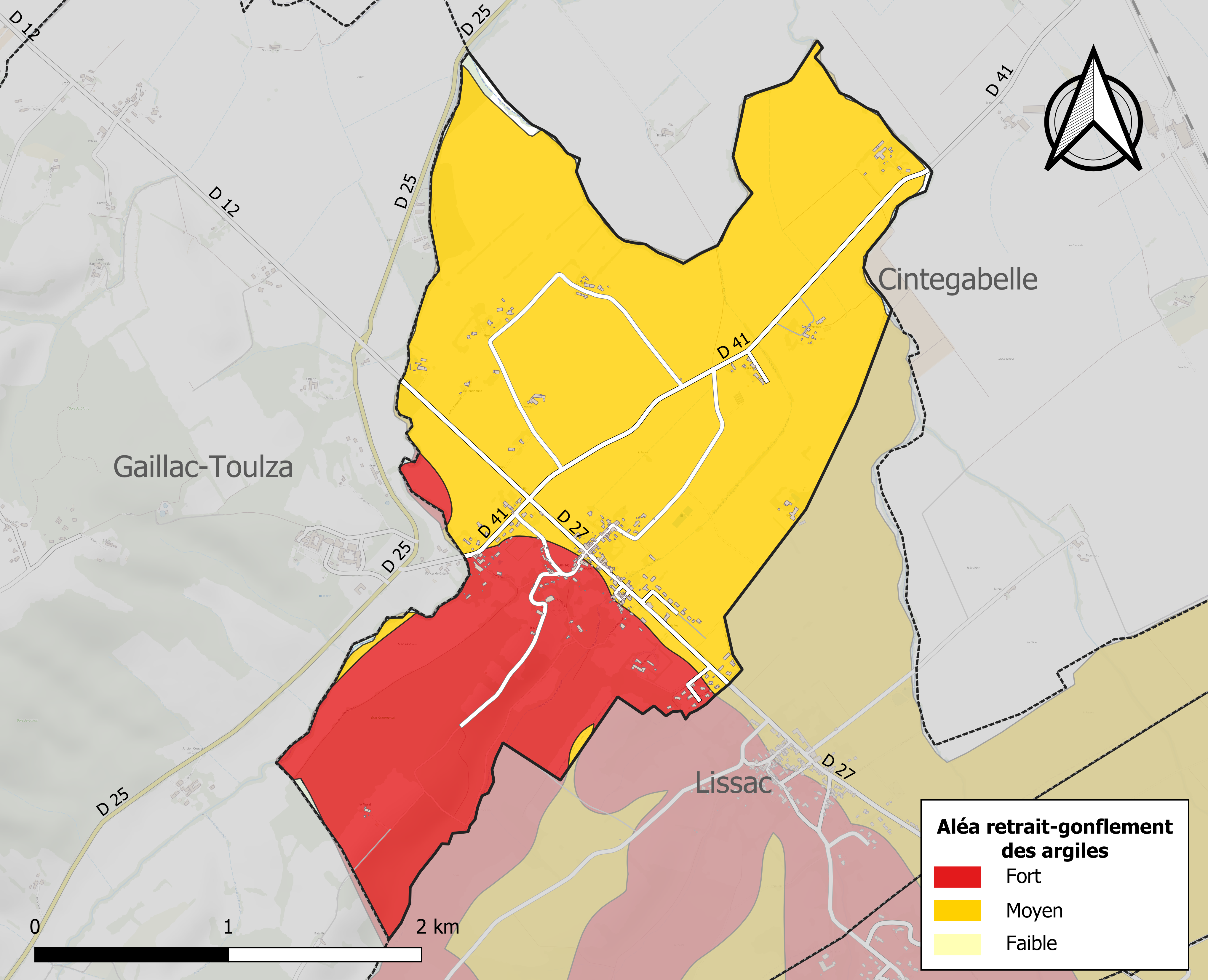
Zonage de l'aléa retrait-gonflement des argiles sur la commune de Saint-Quirc.

Certaines parties du territoire communal sont susceptibles d’être affectées par le risque d’inondation par débordement, crue torrentielle d'un cours d'eau, la Jade, ou ruissellement d'un versant.
Les mouvements de terrains susceptibles de se produire sur la commune sont soit des glissements de terrains soit des mouvements liés au retrait-gonflement des argiles. Près de 50 % de la superficie du département est concernée par l'aléa retrait-gonflement des argiles, dont la commune de Saint-Quirc. L'inventaire national des cavités souterraines permet par ailleurs de localiser celles situées sur la commune.
Ces risques naturels sont pris en compte dans l'aménagement du territoire de la commune par le biais d'un plan de prévention des risques (PPR) inondation et mouvement de terrain approuvé le 7 avril 2008.

#### Risques technologiques
Le risque de transport de matières dangereuses par une infrastructure routière ou ferroviaire ou par une canalisation de transport de gaz concerne la commune. Un accident se produisant sur une telle infrastructure est en effet susceptible d’avoir des effets graves au bâti ou aux personnes jusqu’à 350 m, selon la nature du matériau transporté. Des dispositions d’urbanisme peuvent être préconisées en conséquence.

## Histoire
Des traces écrites de l'existence du village remontent au Xe siècle. Son église est attestée depuis le XIe siècle.
À la fin du XIIe siècle, l'église de Saint-Quirc et ses dépendances appartiennent à l'ordre de Saint-Jean de Jérusalem et forment un membre dépendant de la commanderie de Tor-Bolbonne. Il est même probable qu'à l'origine Saint-Quirc ait été le chef de la commanderie.
Saint-Quirc a été dévasté d'abord en 1415 par les Routiers à la solde de Bernard VII d'Armagnac. L'église sera reconstruite.
En 1568, nouvelles exactions lors des guerres de religion, l'église et le château sont détruits par les Protestants, puis reconstruits.

## Politique et administration

### Découpage territorial
La commune de Saint-Quirc est membre de la communauté de communes des Portes d'Ariège Pyrénées, un établissement public de coopération intercommunale (EPCI) à fiscalité propre créé le 5 octobre 2016 dont le siège est à Pamiers. Ce dernier est par ailleurs membre d'autres groupements intercommunaux.
Sur le plan administratif, elle est rattachée à l'arrondissement de Pamiers, au département de l'Ariège, en tant que circonscription administrative de l'État, et à la région Occitanie.
Sur le plan électoral, elle dépend du canton des Portes d'Ariège pour l'élection des conseillers départementaux, depuis le redécoupage cantonal de 2014 entré en vigueur en 2015, et de la deuxième circonscription de l'Ariège  pour les élections législatives, depuis le redécoupage électoral de 1986.

### Administration municipale
Le nombre d'habitants au recensement de 2011 étant compris entre 100 et 499, le nombre de membres du conseil municipal pour l'élection de 2014 est de onze,.

### Rattachements administratifs et électoraux
Commune faisant partie de la communauté de communes du canton de Saverdun et du canton des Portes d'Ariège (avant le redécoupage départemental de 2014, Saint-Quirc faisait partie de l'ex-canton de Saverdun).

### Liste des maires
| Période                                  | Période       | Identité                   | Étiquette | Qualité  |
| ---------------------------------------- | ------------- | -------------------------- | --------- | -------- |
| 1800                                     | 1814          | Jean-Louis Lapeyre         |           |          |
| 1814                                     | 1830          | Baron Alexandre de Reynier |           |          |
| 1830                                     | 1839          | Guillaume Lapeyre          |           |          |
| 1839                                     | 1857          | Jean-Eutrope Sère          |           |          |
| 1857                                     | 1870          | Casimir Sère               |           |          |
| 1870                                     | 1875          | Gaspard Ducasse            |           |          |
| 1875                                     | 1900          | Alphonse Lapeyre           |           |          |
| 1900                                     | 1935          | Maurice Lafage             |           |          |
| 1935                                     | 1944          | Robert Lafage              |           |          |
| 1944                                     | 1955          | Marius Dreuil              |           |          |
| 1955                                     | 1985          | Gines Ruitz                |           |          |
| 1985                                     | 2006          | Guy Fourment               |           |          |
| 2006                                     | novembre 2012 | Sylviane Troy              |           |          |
| décembre 2012                            | 2014          | Gérard Renaud              |           |          |
| 2014                                     | 2016          | Robert Pessant             | SE        | Retraité |
| 2016                                     | En cours      | Martine Le Lostec          | SE        |          |
| Les données manquantes sont à compléter. |               |                            |           |          |

## Population et société

### Démographie
L'évolution du nombre d'habitants est connue à travers les recensements de la population effectués dans la commune depuis 1793. Pour les communes de moins de 10 000 habitants, une enquête de recensement portant sur toute la population est réalisée tous les cinq ans, les populations de référence des années intermédiaires étant quant à elles estimées par interpolation ou extrapolation. Pour la commune, le premier recensement exhaustif entrant dans le cadre du nouveau dispositif a été réalisé en 2006.

En 2022, la commune comptait 369 habitants, en évolution de −1,6 % par rapport à 2016 (Ariège : +1,48 %, France hors Mayotte : +2,11 %).
| 1793 | 1800 | 1806 | 1821 | 1831 | 1836 | 1841 | 1846 | 1851 |
| ---- | ---- | ---- | ---- | ---- | ---- | ---- | ---- | ---- |
| 310  | 301  | 317  | 379  | 430  | 462  | 477  | 473  | 473  |

| 1856 | 1861 | 1866 | 1872 | 1876 | 1881 | 1886 | 1891 | 1896 |
| ---- | ---- | ---- | ---- | ---- | ---- | ---- | ---- | ---- |
| 452  | 457  | 475  | 457  | 414  | 405  | 382  | 368  | 369  |

| 1901 | 1906 | 1911 | 1921 | 1926 | 1931 | 1936 | 1946 | 1954 |
| ---- | ---- | ---- | ---- | ---- | ---- | ---- | ---- | ---- |
| 358  | 355  | 346  | 294  | 250  | 243  | 240  | 263  | 235  |

| 1962 | 1968 | 1975 | 1982 | 1990 | 1999 | 2006 | 2011 | 2016 |
| ---- | ---- | ---- | ---- | ---- | ---- | ---- | ---- | ---- |
| 239  | 253  | 250  | 237  | 221  | 267  | 334  | 382  | 375  |

| 2021 | 2022 | - | - | - | - | - | - | - |
| ---- | ---- | - | - | - | - | - | - | - |
| 370  | 369  | - | - | - | - | - | - | - |

| selon la population municipale des années : | 1968 | 1975 | 1982 | 1990 | 1999 | 2006 | 2009 | 2013 |
| Rang de la commune dans le département      | 101  | 120  | 107  | 110  | 103  | 93   | 83   | 80   |
| Nombre de communes du département           | 340  | 328  | 330  | 332  | 332  | 332  | 332  | 332  |

## Économie

### Revenus
En 2018, la commune compte 145 ménages fiscaux, regroupant 347 personnes. La médiane du revenu disponible par unité de consommation est de 22 130 € (19 820 € dans le département).

### Emploi
| Division       | 2008  | 2013   | 2018   |
| -------------- | ----- | ------ | ------ |
| Commune        | 8,1 % | 8,3 %  | 9 %    |
| Département    | 8,9 % | 11,1 % | 11,2 % |
| France entière | 8,3 % | 10 %   | 10 %   |

En 2018, la population âgée de 15 à 64 ans s'élève à 239 personnes, parmi lesquelles on compte 76,7 % d'actifs (67,6 % ayant un emploi et 9 % de chômeurs) et 23,3 % d'inactifs,. Depuis 2008, le taux de chômage communal (au sens du recensement) des 15-64 ans est inférieur à celui de la France et du département.
La commune fait partie de la couronne de l'aire d'attraction de Toulouse, du fait qu'au moins 15 % des actifs travaillent dans le pôle,. Elle compte 44 emplois en 2018, contre 46 en 2013 et 50 en 2008. Le nombre d'actifs ayant un emploi résidant dans la commune est de 165, soit un indicateur de concentration d'emploi de 26,5 % et un taux d'activité parmi les 15 ans ou plus de 62,4 %.
Sur ces 165 actifs de 15 ans ou plus ayant un emploi, 19 travaillent dans la commune, soit 12 % des habitants. Pour se rendre au travail, 89 % des habitants utilisent un véhicule personnel ou de fonction à quatre roues, 8,7 % les transports en commun, 1,2 % s'y rendent en deux-roues, à vélo ou à pied et 1,2 % n'ont pas besoin de transport (travail au domicile).

### Activités hors agriculture
17 établissements sont implantés  à Saint-Quirc au 31 décembre 2019.
Le secteur de la construction est prépondérant sur la commune puisqu'il représente 29,4 % du nombre total d'établissements de la commune (5 sur les 17 entreprises implantées  à Saint-Quirc), contre 14,2 % au niveau départemental.

### Agriculture
|                                   | 1988 | 2000 | 2010 |
| --------------------------------- | ---- | ---- | ---- |
| Exploitations                     | 12   | 9    | 9    |
| Superficie agricole utilisée (ha) | 296  | 221  | 216  |

La commune fait partie de la petite région agricole dénommée « Plaine de l'Ariège ». En 2010, l'orientation technico-économique de l'agriculture  sur la commune est la polyculture et le polyélevage. Neuf exploitations agricoles ayant leur siège dans la commune sont dénombrées lors du recensement agricole de 2010 (douze en 1988). La superficie agricole utilisée est de 216 ha.

## Vie locale

### Enseignement
Saint-Quirc possède une école maternelle et primaire et fait partie de l'académie de Toulouse.

### Équipements
Foyer rural, salle polyvalente, comité des fêtes.

### Activités sportives
Gymnastique, yoga, randonnée pédestre...

## Culture locale et patrimoine

### Lieux et bâtiments
- Église Saint Quirc, datant du XIe siècle, plusieurs fois reconstruite.
- Forêt d'eucalyptus de 10 ha.

### Héraldique
Le sinople (vert) rappelle l'importance des bois sur la commune. Les croix de Malte font référence aux Hospitaliers de l'ordre de Saint-Jean de Jérusalem, qui possédait la commune à la fin du XIIe siècle. La fasce dentelée (la bande blanche) est un attribut de saint Cyr, le saint éponyme de la commune. Cette bande est associée à une des versions de son martyre (une scie).
| Blason de Saint-Quirc | Blason  | De sinople à une fasce dentée d'argent accompagnée de trois croix de Malte d'or. |
| Blason de Saint-Quirc | Détails | Création Jean-François Binon, adoptée le 10 octobre 2016.                        |

## Pour approfondir